# التحضر الطبيعي
التحضر الطبيعي هي نظرية التصميم الحضري بحجة أن المدينة مبنية من ظروف المجال الأفقي المترابطة والغنية بيئيا، بدلا من ترتيب الأشياء والمباني، المشهد الحضري، مثل التحضر البنية التحتية والتحضر الإيكولوجي، ويؤكد الأداء على الجماليات البحتة ويستخدم التفكير القائم على النظم واستراتيجيات التصميم، ظهرت عبارة «التحضر الطبيعي» لأول مرة في منتصف التسعينيات، منذ هذا الوقت، اتخذت عبارة «التحضر المناظر الطبيعية» على العديد من الاستخدامات المختلفة، ولكن في معظم الأحيان يستشهد كاستجابة ما بعد الحداثة ل «إخفاقات» التحضر الجديد والتحول عن الرؤى الشاملة، والمطالب للهندسة المعمارية الحديثة والتخطيط الحضري.
ظهرت عبارة «التحضر الطبيعي» لأول مرة في عمل بيتر كونولي، طالب الماجستير في التصميم الحضري من RMIT ملبورن، في عام (1994)، استخدم كونولي هذه العبارة في العنوان لاقتراحه الماجستير في التصميم الحضري في ملبورن، وهنا، أشار إلى أن "لغة «التحضر الطبيعي» تكاد تكون موجودة وتحتاج إلى التعبير عنها"، وأن "التحضر القائم... محدودة في استكشاف المناظر الطبيعية' كما استخدم مصطلح "المناظر الطبيعية كتحضر" في مقاله عام (1994)، "101 أفكار حول الحدائق الكبيرة"، في عام (1996) كتب توم تيرنر أن:
ستكون مدينة المستقبل سلسلة لا نهائية من المناظر الطبيعية: النفسية والجسدية، الحضرية والريفية، تتدفق بعيداً ومعاً، وسيجري رسم خرائط لها والتخطيط لها لأغراض خاصة، مع تسجيل النتائج في نظم المعلومات الجغرافية، التي تتمتع بسلطة وضع واسترجاع عدد لا يحصى من الخطط والصور وغيرها من السجلات، كريستوفر الكسندر كان على حق: المدينة ليست شجرة، إنه منظر طبيعي.
في أواخر التسعينات، كانت مفاهيم «التحضر الطبيعي» تستخدم في كثير من الأحيان من قبل مهندسي المناظر الطبيعية في الولايات المتحدة في إعادة تنظيم المدن ما بعد الصناعية المتراجعة، مثل ديترويت، منذ القرن الحادي والعشرين، استخدمها المهندسون المعماريون في أوروبا ليعني ذلك طريقة مرنة للغاية لدمج البنية التحتية واسعة النطاق والإسكان والمساحة المفتوحة، وبحلول أواخر القرن الحادي والعشرين، أصبحت هذه العبارة مرتبطة بمتنزهات حضرية ذات مراحل متعددة ذات طابع تجاري كبير، مثل تصميم الحديقة الأولمبية، استراتيجيات التحضر المناظر الطبيعية في الولايات المتحدة تستخدم الآن على نطاق واسع في إعادة تطوير الواجهة البحرية، واستعادة الشواغر الحضرية، والزراعة الحضرية، والبنية التحتية الخضراء، 11- وتتزايد أهمية استراتيجيات الاتحاد الأوروبي والاتحاد الأوروبي مع تزايد المخاوف بشأن تغير المناخ.

## تاريخ
وكان أول حدث رئيسي يتعلق بـ «التحضر الطبيعي» هو مؤتمر التحضر الطبيعي الذي رعته مؤسسة غراهام في شيكاغو في نيسان/أبريل (1997)، وكان من بين المتحدثين تشارلز فالدهايم، ومحسن مصطفوي، وجيمس كورنر من جيمس كورنرالعمليات الميدانية، وأليكس وول، وأدريان جيوزي من شركة ويست 8، من بين آخرين، يمكن إرجاع الفترة التكوينية لتحضر المناظر الطبيعية إلى جامعة RMIT وجامعة بنسلفانيا في أواخر الثمانينيات، في وقت كان فيه بيتر كونولي وريتشارد ويلر وجيمس كورنر ومحسن مصطفوي وغيرهم يستكشفون الحدود الاصطناعية للهندسة المعمارية والمناظر الطبيعية والتصميم الحضري والهندسة المعمارية، يبحثون عن طرق أفضل للتعامل مع المشاريع الحضرية المعقدة، ومع ذلك فإن نصوصهم تستشهد وتؤلف أفكار الأساليب الحداثية المؤثرة والبرامج والبيانات التي ظهرت في أوائل القرن العشرين، تشارلز فالدهايم، أنو ماثور، آلان بيرغر، كريس ريد، من بين آخرين، كانوا طلابا في جامعة بنسلفانيا خلال هذه الفترة التكوينية لتحضر المناظر الطبيعية. بعد مؤتمر شيكاغو، شكلت مدارس التصميم الأوروبية ومؤسسات التصميم في أمريكا الشمالية برامج أكاديمية وبدأت في إضفاء الطابع الرسمي على مجال دراسات التحضر الطبيعي، بما في ذلك جامعة تورنتو، وكلية هارفارد للدراسات العليا للتصميم، ومدرسة أوسلو للهندسة المعمارية  ومعهد ماساتشوستس للتكنولوجيا والجامعة الكاثوليكية في لوفين بلجيكا، وجامعة إلينوي في شيكاغو، والجمعية المعمارية في لندن.
تم تطوير استجابة فعلية المنطوق للمفاهيم واسعة وغامضة في كثير من الأحيان المحيطة التحضر المناظر الطبيعية وضعت إلى حد كبير في الجمعية المعمارية في لندن، قبل هذه الفترة من استكشاف التصميم، لم تكن الحضرانية الطبيعية قد تم تطويرها بشكل واضح كممارسة تصميم فعلية، اليوم، الكثير من ثقافة التصميم التي أصبحت مرتبطة مع التحضر المناظر الطبيعية بدأت وطورت في برنامج العمران الحضري المناظر الطبيعية خلال فترة تكوينها في وقت مبكر وتأثيرها لا يزال قائما في العديد من المؤسسات التعليمية، وقد اعتمد عدد من الممارسات التي اختارت اعتماد التصميم والنهج المفاهيمي تجاه التحضر العديد من هذه الاستراتيجيات التصميمية.

## مواضيع العمل
جيمس كورنر هو مؤلف مقال بعنوان «تيرا فلوكسوس». وقد حدد أربع أفكار عامة مهمة للاستخدام في التحضر المشهدي. وهي كالتالي:
1- العملية مع مرور الوقت - فهم طبيعة السوائل أو المتغيرة لأي بيئة والعمليات التي تؤثر على التغيير مع مرور الوقت. احترام العمليات الطبيعية (الإيكولوجيا) - فكرة أن حياتنا تتشابك مع البيئة من حولنا، ولذلك ينبغي لنا أن نحترم ذلك عند خلق بيئة حضرية، يهتم التحضر المشهدي مع سطح العمل مع مرور الوقت – نوع من التحضر الذي يتوقع التغيير، إنهاء مفتوحة والتفاوض.
2- أفقية - استخدام المحاذاة الأفقية في المناظر الطبيعية، بدلا من الاعتماد على الهيكلة العمودية.
3- أساليب العمل / التقنيات - أولئك الذين يمارسون فكرة التحضر المناظر الطبيعية يجب أن تكون قادرة على تكييف تقنياتها للبيئة التي هم فيها.
4- التخيليّة - أنّ [إين اّينتس] الإخفاق من قرن عشرون تخطيط يستطيع كنت عزّلت إلى الإفقار مطلقة من الخيال أن يمدّد علاقات جديدة ومجموعات الإحتمالات 

## عشر خصائص
توم تيرنر لخص الخصائص العشر للتحضر المناظر الطبيعية في كتاب تاريخ تصميم المناظر الطبيعية ونظرية: المناظر الطبيعية العمارة وأصول تصميم الحديقة:
1. نطاق واسع السياق: المشهد الحضري لا ينتمي إلى نطاق معين. ويمكن النظر في ذلك في المشاريع الصغيرة أو الكبيرة.
2. المناظر الطبيعية هي سياق يحتوي على الهندسة المعمارية والهندسة المدنية.
3. ينظر إلى المناظر الطبيعية كذراع الآلات الثالثة التي تجعل من اتصال بين مكوناتها، محسن مصطفوي، مؤلف كتاب "التحضر الطبيعي: دليل للمناظر الطبيعية الماكينية[4] استخدم نفس العبارة.
4. شاريع LU يمكن أن توفر الفرصة لزيادة التفاعلات الاجتماعية. أيضا، إميلي تالين، واحدة من كتاب التحضر المناظر الطبيعية والاستياء[5] يتحدث عن الجوانب الاجتماعية لمشروع LU «من خلال تشكيل ثلاثة تحالفات نظرية: واحد مع ما بعد البنيوية، واحد مع البيئة، وواحد - بشكل غريب - مع الماركسية.»
5. الدالة هي أهم مصدر قلق في آلة LU، مما يعطي مظهر المشروع أهمية أقل.
6. LU يكتشف الإمكانيات والفرص في المناظر الطبيعية.
7. يتم تمييز البنية التحتية في مشاريع LU.
8. سوف مشاريع 8-LU تطوير العلاقة المتبادلة بين النظم الطبيعية والمهندسة.
9. LU سوف كسر الحدود بين المناظر الطبيعية والمدينة، وسوف تنظم لهم واحدة.
10. الجواب على المشاريع التي هي معقدة أو التي لديها تركيزات بيئية، هو التحضر المناظر الطبيعية.

## مشاريع
فيما يلي مشاريع التحضر المشهد التي تتوفر التي يمكن أن توفر المزيد من المعلومات حول نظرية في الممارسة العملية:
- مدريد ريو، جينيس غاريدو [مدير] بورغوس وغاريدو / بوراس لا كاستا / روبيو أ.سالا / غرب 8.
- الطازجة يقتل مسابقة مدافن النفايات، العمليات الميدانية / ركن جيمس .http://www.fieldoperations.net/
- الخط العالي، العمليات الميدانية/ركن جيمس.
- داون فيو بارك المنافسة، جميع المشاركات النهائي.
- شووبورغبلين، روتردام، غرب 8/أدريان جيوزي.
- مشاريع من قبل ستوس / كريس ريد.

## انتقادات
وقد انتقد التحضر المناظر الطبيعية باعتبارها فكرة التي يتم تعريفها بشكل فضفاض فقط من مجموعة من المشاريع براقة، وهذه مخططات مكلفة ذات غرض تجاري وجلي يلبي الطموح المحلي أو الإقليمي للاستثمار في البيئة أو الاستدامة دون أن يشكل نهجا أكثر قابلية للتطبيق على الصعيد العالمي، إن الاندماج الحقيقي لهندسة المناظر الطبيعية مع مجال الإيكولوجيا الحضرية يفتقر. من هذا النقد فريدريك شتاينر قدم المناظر الطبيعية الإيكولوجية الحضرية باعتبارها النهج الذي يمكن أن تشمل مجال الإيكولوجيا الحضرية وويبي Kuitert أظهرت كيف مثل التخطيط والإدارة التكاملية للمدينة ينبغي أن تعتمد على التحليل، إن تمييز الجودة المحتملة للطبيعة البرية في المدينة هو خطوة أولى لمعرفة كيف يمكن تطوير البيئة الحضرية الجديدة. خرائط النباتات المحتملة للمدينة هي الأداة لتحقيق هذه الغاية.
أحد المعارضين للمناظر الطبيعية هو التحضر الجديد، بقيادة أندريس التي تعزز المجتمعات القابلة للمشي والنمو الذكي مع تطويرها العابر الموجه (TOD) وتصميم الحي التقليدي (TND)، ورداً على تركيز التحضر على المساحات الخضراء الموسعة في التنمية الحضرية، ذكر دواني أن «الكثافة والعمران ليسا متشابهين». علاوة على ذلك، «ما لم تكن هناك كثافة هائلة، فإن البشر لن يسيروا». والنتيجة هي بقع من التمدد الأخضر التي تفقد الاتصال بالشبكة الأكبر.
إيمو الحضرية هي فلسفة أخرى تنتقد التحضر المناظر الطبيعية. وتزعم الحركة أن التحضر الطبيعي ينظر إلى البيئة كعنصر جمالي للأسلوب وليس الإيكولوجيا الحضرية. يحلّ علم البيئة اصطناعيّة الحالة [إينتروبيك] أن يعيد منظر طبيعيّ أنّ يلائم علامة تجاريّة خاصّة أو جماليّة. الخسارة هي نظام حضري ديناميكي ومتكيف وأساسي بالتأكيد. يختلف التحضر Emo من خلال جعل «الطبيعة» المتطورة عنصرًا أساسيًا في عملية التصميم. ويسمى تحقيق هذه العملية «التحضر» و «الطبيعة الكبيرة». وك بيئة حضرية متطورة، وصف تشارلز موريس أندرسون هذه الصلة بأنها «نحية». إنه التصور المتزامن والفهم الضمني للماضي والحاضر والمستقبل. إمو الحضرية تشمل المشاريع بناء عمل تشارلز أندرسون في الحديقة الأولمبية للنحت في سياتل، ال [مرسج] متحف عاديّة في مرسى، [ك] بعد أن يكون بنيت مشروع فينيكس في هايتي و[هلنيكون] مطرانة متنزهة في أثينا، يونان.
نشر إيان طومسون مراجعة نقدية لتحضر المناظر الطبيعية يحدد فيها مبادئه العشرة ويطرح ستة أسئلة حاسمة. والاستنتاجات التي خلص إليها هي:
هناك أفكار مع الخطاب الحضري المناظر الطبيعية التي لها ميزة كبيرة، من بينها أود أن تشمل كسر التمييز المهني، ودمج التفكير الإيكولوجي، وواجهة البنية التحتية، والاهتمام في الاستخدام الإيجابي للمواد النفايات والتركيز على الوظائف بدلا من مجرد المظهر. هناك أيضا كمية من الفلسفة المشكوك فيها، والصور غير المفيدة واللغة الظلامية التي يجب أن تفريغ التحضر المناظر الطبيعية، كان الاستخفاف بقضية المشهد أوربانيم مع مراجع وديريدان خطأ، حيث تم ذلك بشكل أساسي لإقناع نخبة أكاديمية، بل إنها تركت أجزاء كبيرة من جمهورها المقصود متأثرًا".